# 水木ノア
水木 ノア（みずき ノア、1971年5月26日 - ）は、日本の女性シンガーソングライター、ボイストレーナー、俳優。
個人事務所 ノア企画所属。株式会社山口敏太郎タートルカンパニー業務提携。
福島県福島市出身。本名：笹井待子。ドラマー笹井新介（GRAND PRIX他のドラマー）と既婚。血液型はO型。実用英語検定試験2級を持つ。

## 略歴
桜の聖母学院高等学校英語科を経て、上智大学文学部心理学科卒業。在学中にフォークソング愛好会という、ヘヴィメタルとハードロックをやるサークルに所属していた。その後ビクター音楽カレッジのチャペルキーボード科を修了。
4歳からクラシックピアノを始める。牧師である父の影響もあり宗教音楽、ゴスペルなどに触れる。教会式結婚式場にてオルガン演奏、聖歌隊を約15年続ける。
中学生の時に『飛び出せ！アイドル！』（司会小野ヤスシ、松本明子）東北地区大会で準優勝（副賞：沖縄旅行）横森良三のレッスンを受ける（20年後小野ヤスシに再び会うこととなり、乱一世らと共に舞台に出演）。
2000年、プログレッシブロック色の強いオリジナルバンド「水木ノアAND認知」を結成、メンバーチェンジを繰り返しながら約7年活動し、その後大幅なメンバーチェンジと音楽性の変化を伴ってハードロックバンド「Goddess」を結成するも、2009年にGoddess解散。その後ソロ活動に入る。ソロ活動を開始してから、活動の幅が広がり、本来のロック的な歌唱ではない、歌のお姉さん的な歌唱CDにも意欲的に参加している。
これまで葛飾FM『MUSIC PARADISE!!』のパーソナリティを努めるなど、トーク面でも活動の場を広げている。地元福島県での活動は多く、福島市音楽堂で毎年開催される芸術公開講座では、2009年「魅惑のブルースと、ブルースが与えた後世の音楽への影響」、2010年の講座では「さまざまなポピュラー音楽のルーツ」について講義を行った。

## 音楽性
70年代のブリティッシュ・ロック（特に ヘヴィ・メタル、プログレッシヴ・ロック）に大きく影響を受けている。
歌唱は、ブルース、ゴスペルの色合いを強く感じさせるパワフルな歌い方に特徴を持つが、クラシック～演歌にいたるまでの幅広い音楽経験が背景にあるため、柔軟性は高い。
それはオリジナル楽曲にもあらわれ、アグレッシブなタッチのものからリリカルな曲調のものまで、作風はバラエティに富む。

## 活動

### ライブ
- 2009年9月 浜松モザイカルチャー世界博2009開会式（チアソング[モザイカルチャーポルカ]歌唱。製作 FEI RECORD、作詞 シアゾン・和子、作曲 竹原浩史 非売品。会場内配布、静岡県内小学校などに寄贈）。
- 2009年10月 浜松市 浜松モザイカルチャー世界博2009フィリピンデー（チアソング、鳥羽水族館ジュゴンのテーマ[人魚姫のセレナ]歌唱。製作 FEI RECORD、作詞 シアゾン・和子、作曲 竹原浩史 非売品。鳥羽水族館にて無料配布中）。
- 2009年8月 福島市福島市まちなか広場　古関裕而生誕100年記念イベント。
- 2009年11月 浜松市 浜松モザイカルチャー世界博2009閉会式（チアソング歌唱） 。
- 2009年12月 福島市ローレン＆リーフ クリスマスワンマンディナーショー。
- 2010年8月 福島市北芝電気夏祭り。
- 2011年8月 福島市飯野町UFOの里サマーフェスティバル。
- 2011年11月 福島市安達道の駅　秋の大感謝祭。
- 2011年10月 下北沢Vi Sand　サムライの会　東北×ASIANディナー　被災地支援ライブ。
- 2011年12月 野方区民ホール　おちゃかい其の伍　舞踊×大太鼓コラボライブ。
- 2012年1月 福島市四季の郷　イルミネーション点灯式ミニライブ。
- 2012年12月 負けないぞ福島宣言プロジェクト X'masコンサート

2021年以降　編集中

### 執筆
- ボーカルマガジン創刊号～7号 ボイストレーニング[ボイトレつまみ食い]連載（7号で休刊）。
- 第5号でジャズシンガー綾戸智恵を特集、インタビューを担当。

### アルバム

#### 水木ノアAND認知
- 2000年 水木ノア AND 認知（作詞・作曲 水木ノア）
- 2003年 SEVEN BRIDGE（作詞・作曲 水木ノア）

#### Goddess
- 2007年 Goddess（作詞・作曲 水木ノア）

#### 水木ノア & Triple Seven
2018~水木ノア & Triple Sevenを結成しバンド活動、およびソロ活動

#### その他
- 2009年 Standard（ボーカルマガジン付属カラオケCDを使用した模範歌唱CD）

### 舞台
- 2005年11月 ミュージカル[上海、そして東京の屋根の下で]J・POPの夜明け 服部良一物語（池袋シアターグリーン）  出演：サンハロンシアター／小野ヤスシ／ビリー諸川 他
- 2006年8月 [ロカビリーに恋をして]第1弾（吉祥寺Star Pine's Cafe）
- 2007年4月 だんすだんすだんすプロデュース即興芝居＆音楽（門仲天井ホール）
- 2007年7月 （株）インプロジャパン主催 第2回東京インプロフェスティバル （プーク人形劇場）
- 2007年8月 [ロカビリーに恋をして]第2弾（江古田Buddy）
- 2008年7月 ミュージカル[上海、そして東京の屋根の下で] 出演：サンハロンシアター／小野ヤスシ／北岡ひろし／木ノ葉のこ 他（東京芸術劇場 小ホール）
- 2008年8月 だんすだんすだんす即興芝居With （門仲天井ホール）
- 2009年6月 [ウエンズデイ～アナザーワールド]脚本／演出：東真司 振付：東三智（ex.宝塚歌劇団月組）
- 出演：柳沢超（ジャニーズ事務所[少年忍者]）／ブッチー武者（オレたちひょうきん族懺悔の神様）／山本陽一／三上晴巳 (南大塚ホール）
- 2010年4月 [The Loving] 主催：Project ONE&ONLY 脚本：白土硯哉 演出：小暮正太郎 音楽：水木ノア 出演：池澤夏之介／水木ノア／池田充枝／渡部智子（下北沢 楽園）
- 2010年7月 マクベス（シェイクスピア演劇） 魔女ヘカティ役（オープニングの歌も担当。劇中歌ハードロック（新本一真作詞 村井利徳作曲）も披露。）
- 劇団タイプス 新宿モリエール
- 2010年5月　両国シアターカイ　ギイ・ホワシイ・シアター　「誘拐」アナウンサー役
- 2012年6月,11月 フォーラムシアタージャパンライブ

### 映画

#### 出演
- 2008年8月 [リサイクル]（ホラー） 脚本/監督 稲葉奇一朗 主演：水木ノア（みゆき役）山岸信行主催「怪奇劇場」にて上映
- 2009年8月-9月 [No Control]（怪奇ミステリー） 脚本/監督 稲葉奇一朗 （マンションの住人役）山岸信行主催「怪奇劇場」にて上映
- 2010年1月 [TOZNA] 脚本/監督 隈井士門

#### 音楽監督
- 2006年1月 [寅蔵と会った日]監督・脚本 さいとうりか 音楽監督・演奏(Accordion,Piano,Kazoo) 水木ノア 演奏 Goddess

### テレビ
- 2009年12月 福島テレビ[グーテン]（生放送） ライブ [私の空、あなたの月]
- 2009年1月 BS 沢田研二東京ドームコンサート[ジュリー祭り]
- 2007年1月 音楽番組 MIT Revolutions ライブ映像、Goddessトーク
- 2015年4月～6月 テレビユー福島 『宇宙人ノア』MC[1]

### ラジオ

#### パーソナリティー
- 2006年12月-2007年6月 葛飾FM Goody Music Paradise
- 2000年 名古屋FM DAMVO [MIDNIGHT MUSIC] OA中 FM Mot.com レギュラー番組 [ノアの芸能通信] 毎月第2月曜日
- 2015年4月- FM-POCO 水木ノアののあのあラジオ 毎週土曜19：30-19：45

#### 出演
- 2009年11月ラジオ福島 [ふくしまLIVE館]
- 2009年8月ラジオ福島 [輝けミュージシャン]
- 2009年6月 FM POCO
- 2009年7月 乱一世のネットテレビ 仲良しでHAPPY?

### CM
- ふくしまからしまグループパチンコ店CMソロ出演